# Discrete Multitone
Discrete Multitone Transmission (DMT) ist die Bezeichnung für das bei ADSL und VDSL2 verwendete Modulationsverfahren.

## Verfahren
DMT ist ein Multiträgerverfahren, es unterteilt das ihm zugewiesene Frequenzband in viele Subkanäle. Bei ADSL sind es bis zu 256 Trägerfrequenzen für Daten, die jeweils eine Bandbreite von 4,3125 kHz haben. Die Bitinformation wird den einzelnen Trägern per QAM wie beispielsweise 4-QAM (QPSK) oder 16-QAM aufmoduliert. Der serielle Datenstrom, der zu übertragen ist, wird bei DMT zu jeweils einer Anzahl von Bits zusammengefasst und auf komplexe Subsymbole abgebildet, die auf diesen Trägern parallel gesendet werden. Dazu werden sie gleichzeitig auf die zur Verfügung stehenden Träger moduliert, deren  Summensignal dann gesendet wird.
DMT basiert auf denselben Prinzipien wie das orthogonale Frequenzmultiplexverfahren (OFDM) im Basisband. Hierbei können die einzelnen Träger mit unterschiedlicher spektraler Effizienz betrieben werden. Beispielsweise kann in Kanälen mit gutem Signal-Rausch-Verhältnis (SNR) eine 16-QAM mit jeweils 4 Bit pro Symbol verwendet werden, auf Trägerfrequenzen mit schlechtem SNR hingegen wird nur eine 4-QAM mit 2 Bit pro Symbol verwendet. In extremen Fällen bei sehr schlechten SNR können einzelne Träger auch komplett gesperrt werden.
Den einzelnen Unterträgern können unterschiedliche Sendeleistungen zugewiesen werden. Dadurch wird es möglich, im nicht idealen, das heißt nicht flachen, Frequenzgang konkreter Telefonleitungen die Gesamtsendeleistung so aufzuteilen, dass die Gesamtdatenrate möglichst hoch wird.

## Anwendung DSL
Der Frequenzbereich für diese Trägerfrequenzen (auch Bins genannt – von engl. bin = Behälter, to bin = einlagern) beginnt am unteren Ende oberhalb der Grenzfrequenz des Splitters. Die Deutsche Telekom verwendet bei ihren Splittern wegen des 4B3T-Leitungscodes des ISDN-Basisanschlusses eine Grenzfrequenz von 138 kHz (Annex B). Das vereinfacht zwar die Handhabung (nur eine Sorte Splitter), verschenkt aber Übertragungskapazität, da in jedem Fall die größere Bandbreite von ISDN für Telefonie freigehalten wird, auch bei Analoganschlüssen, die für die Telefonie weniger Bandbreite brauchen. Im Falle einer Zusammenschaltung eines Analoganschlusses mit ADSL könnten an sich eine Reihe von relativ niederfrequenten Trägern zusätzlich für die Breitbandübertragung benutzt werden, was bei sonst gleicher Leitung eine Reichweitenerhöhung um etwa einen halben Kilometer bringen würde (Annex A).
Bei ADSL endet der Frequenzbereich mit Bin 255 bei 1,104 MHz, bei ADSL2+ bei 2,2 MHz und bei VDSL2 (dem derzeitigen DSL-Weiterentwicklungsstand), bei dem DMT ebenfalls zum Einsatz kommt, bei 30 MHz. Die Richtungstrennung wird meist über ein Frequenzmultiplexverfahren geregelt: Die unteren Bins werden für die Upstream-Übertragung verwendet, die oberen für die Downstream-Übertragung.
Bei ADSL wird bei 414 kHz (Kanal 96) ein Pilotton übertragen.